# Đô la Quần đảo Cook
Đô la Quần đảo Cook là một loại tiền tệ của Quần đảo Cook. Đô la Quần đảo Cook có giá trị bằng 100 cent, mặc dù một số tiền xu 50 cent mang theo các mệnh giá như là "50 tene".

## Khác
- Krause, Chester L. & Clifford Mishler (1991). Standard Catalog of World Coins: 1801-1991 (ấn bản thứ 18). Krause Publications. ISBN 0-87341-150-1.
- Pick, Albert (1994). Standard Catalog of World Paper Money: General Issues. Colin R. Bruce II and Neil Shafer (editors) (ấn bản thứ 7). Krause Publications. ISBN 0-87341-207-9.